# Chen Nien-chin
Chen Nien-chin (født 10. maj 1997) er en taiwansk bokser, der konkurrerer i mellemvægtsdivisionen.
Hun repræsenterede Kinesisk Taipei ved sommer-OL 2016 i Rio de Janeiro, hvor hun blev elimineret i første runde.
Under sommer-OL 2020 i Tokyo, som blev afholdt i 2021, blev hun elimineret i kvartfinalen.
Under sommer-OL 2024, der blev afholdt i Paris, tog hun bronze.